# Trinity Bridge (Crowland)
Die Trinity Bridge ist eine dreieckige Steinbrücke im Zentrum der englischen Stadt Crowland in Lincolnshire.
Sie steht am früheren Zusammenfluss des Welland mit dem Nyne. Die Gewässer wurden inzwischen umverlegt, so dass die Brücke heute keinerlei Zweck mehr dient.
Die einzigartige Brücke besteht aus drei drei bis sechs Meter langen und zwei Meter breiten Treppenbögen, die sich am höchsten Punkt im Winkel von 120° treffen. Durch diese Konstruktion wurde der Bau dreier separater Brücken vermieden. Es trafen sich hier die Handelsrouten aus Peterborough, Stamford und Spalding.

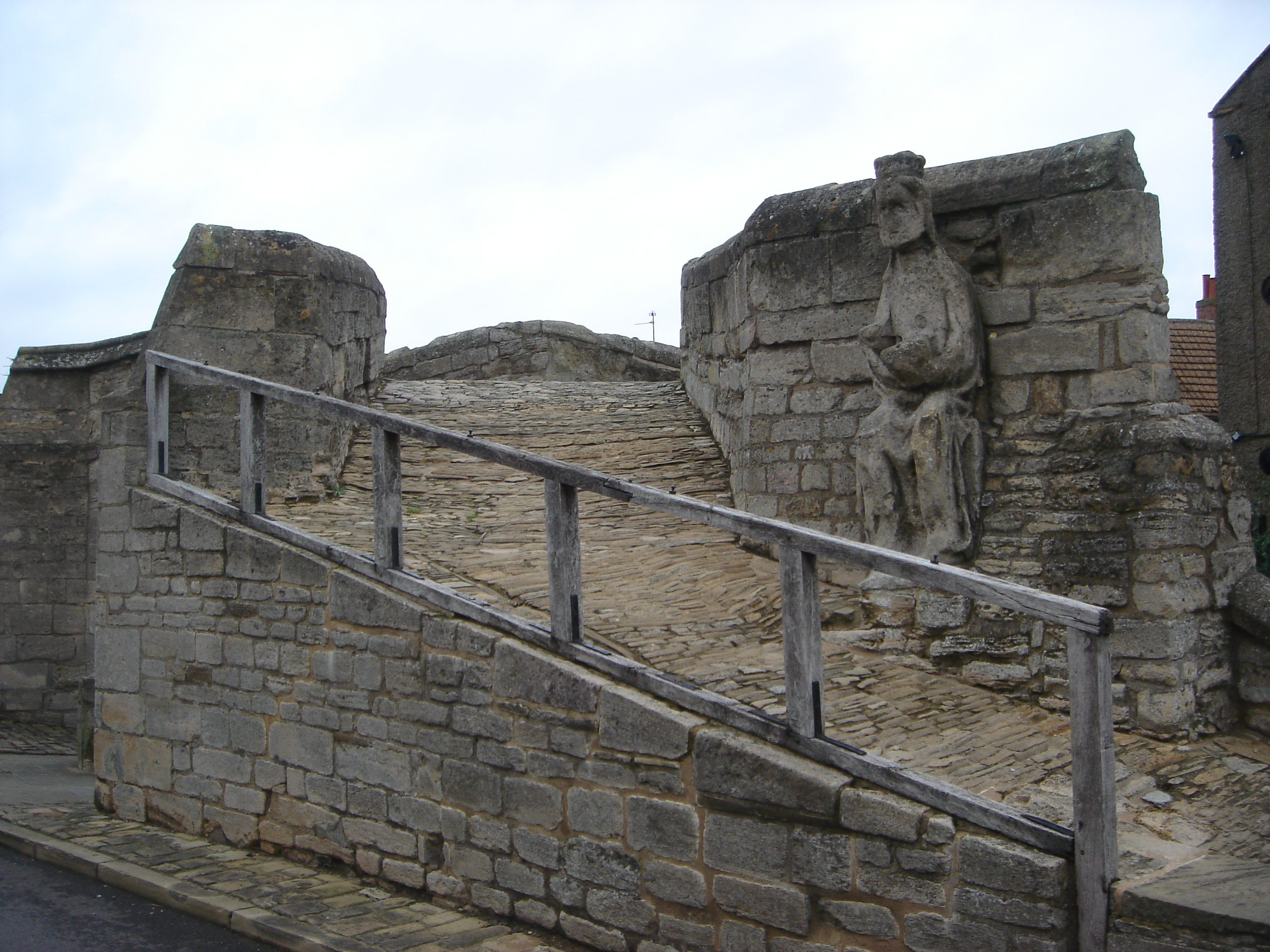
Brücke mit der angebrachten Figur

Die Brücke wurde zwischen 1360 und 1390 von den Mönchen der nahen Abtei Crowland errichtet und ersetzte ehemals dort vorhandene Holzbrücken. Die erste Erwähnung einer Brücke an dieser Stelle erfolgte 943 in einem Dekret von König Eadred. Die heutige Brücke ist aus Kalkstein (Barnack) errichtet. Die Steine wurden 16 Kilometer über den Welland zur Baustelle befördert. 
An der Brücke befinden sich die Fragmente einer sechs Meter hohen Figur. Man geht davon aus, dass es sich dabei um Jesus Christus oder Æthelbald (Mercia), Begründer der Abtei, handelt. Die Figur wurde wahrscheinlich von der Westfassade der Abtei an die Brücke versetzt. Durch die britische Denkmalbehörde wurde die Brücke als Grade-I-Bauwerk eingeordnet. In den Jahren 2002–2003 erfolgte eine Sanierung der Brücke, um die Standsicherheit wiederherzustellen. 